# Prima Categoria Basilicata 1963-1964
Il campionato di calcio di Prima Categoria 1963-1964 è stato il V livello del campionato italiano. A carattere regionale, fu il quinto campionato dilettantistico con questo nome dopo la riforma voluta da Zauli del 1958.
Questi sono i gironi organizzati della regione Basilicata.

## Girone Unico

### Squadre partecipanti
| Squadra                | Città (provincia)       | Stagione precedente |
| ---------------------- | ----------------------- | ------------------- |
| Pol. Cristo Re         | Pisticci (MT)           |                     |
| U.S. Eraclea           | Policoro (MT)           |                     |
| Frassati Potenza       | Potenza                 |                     |
| Pol. Libertas          | Ferrandina (MT)         |                     |
| Libertas Bernalda      | Bernalda (MT)           |                     |
| U.S. Libertas-Invicta  | Potenza                 |                     |
| A.S. Libertas Scanzano | Scanzano Jonico (MT)    |                     |
| F.B.C. Matera          | Matera                  |                     |
| A.S. Melfi             | Melfi (PZ)              |                     |
| A.S. Montalbano        | Montalbano Jonico (MT)  |                     |
| Pol. Orazio Flacco     | Venosa (PZ)             |                     |
| Rabotti Sud Potenza    | Potenza                 |                     |
| C.S. Vultur            | Rionero in Vulture (PZ) |                     |

### Classifica finale
|  | Pos. | Squadra                  | Pt       | G   | V   | N  | P   | GF  | GS  | DR  |
|  | ---- | ------------------------ | -------- | --- | --- | -- | --- | --- | --- | --- |
|  | 1.   | Melfi                    | 37       | 22  | 17  | 3  | 2   | 40  | 13  | +27 |
|  | 2.   | Montalbano               | 32       | 22  | 13  | 6  | 3   | 46  | 25  | +21 |
|  | 3.   | Libertas Bernalda (-2)   | 29       | 22  | 15  | 1  | 5   | 58  | 22  | +36 |
|  | 4.   | Vultur Rionero (-1)      | 25       | 22  | 11  | 4  | 7   | 50  | 33  | +17 |
|  | 5.   | Matera                   | 24       | 22  | 10  | 4  | 8   | 31  | 29  | +2  |
|  | 6.   | Libertas Invicta (-3)    | 23       | 22  | 11  | 4  | 7   | 49  | 24  | +25 |
|  | 7.   | Eraclea (-2)             | 20       | 22  | 9   | 4  | 9   | 40  | 42  | -2  |
|  | 8.   | Rabotti Sud Potenza      | 16       | 22  | 6   | 4  | 12  | 39  | 58  | -19 |
|  | 9.   | Cristo Re (-2)           | 13       | 22  | 5   | 5  | 12  | 27  | 52  | -25 |
|  | 10.  | Libertas Scanzano (-1)   | 10       | 22  | 3   | 5  | 14  | 15  | 34  | -19 |
|  | 11.  | Libertas Ferrandina (-3) | 9        | 22  | 5   | 2  | 15  | 24  | 53  | -29 |
|  | 12.  | Orazio Flacco (-3)       | 1        | 22  | 2   | 0  | 20  | 14  | 47  | -33 |
|  | ---  | Frassati Potenza         | Ritirata |     |     |    |     |     |     |     |
|  |      |                          | 239      | 264 | 107 | 42 | 115 | 433 | 432 | 1   |

Legenda:
      Promosso in Serie D 1964-1965
      Retrocesso in Seconda Categoria.
      Ritirato dal campionato e retrocesso.
Regolamento:
Due punti a vittoria, uno a pareggio, zero a sconfitta.
Pari merito in caso di pari punti.
Note:
Vultur e Libertas Scanzano hanno scontato 1 punto di penalizzazione in classifica per una rinuncia.
Libertas Bernalda,  Eraclea e Cristo Re hanno scontato 2 punti di penalizzazione in classifica per due rinunce.
Libertas Invicta,  Libertas Ferrandina ed Orazio Flacco hanno scontato 3 punti di penalizzazione in classifica per tre rinunce.

### Libri
- Annuario F.I.G.C. 1963-1964, Roma (1964) conservato presso tutti i Comitati Regionali F.I.G.C.-L.N.D., la Lega Nazionale Professionisti e la Biblioteca Nazionale Centrale di Firenze.

### Giornali
- Archivio della Gazzetta dello Sport, anni 1963 e 1964, consultabile presso le Biblioteche:
  - Biblioteca Nazionale Braidense di Milano;
  - Biblioteca Nazionale Centrale di Firenze;
  - Biblioteca Nazionale Centrale di Roma;
  - Biblioteca Civica Berio di Genova;
  - e presso Emeroteca del C.O.N.I. di Roma (non è online ma è da consultare in sede).